# Codinome Beija-Flor
Codinome Beija-Flor é a sexta faixa de Exagerado, álbum de estreia da carreira solo de Cazuza, lançado em 1985. Ao falar do álbum e desta música, disse Cazuza: "Neste disco existe uma música bem romântica, inspirada numa separação, mas não é dor de cotovelo".

## Contexto
Em julho de 1985, Cazuza estava internado em um hospital, aguardando os resultados dos exames de HIV. No quarto, inspirado pela visita diária de um beija-flor, compôs uma balada que, meses depois, seria consagrada como um dos maiores sucessos de sua carreira. 
Durante as gravações do álbum Exagerado, os produtores Ezequiel Neves e Nico Rezende tiveram divergências quanto ao arranjo de Codinome Beija-Flor. Em texto publicado no site oficial de Cazuza, Ezequiel narra como foram essas discussões:

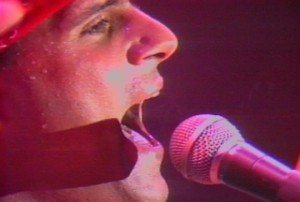
O cantor Cazuza, durante apresentação ao vivo.

Nico, além de cuidar dos teclados, recrutou músicos excelentes, entre os quais Rogério Meanda, excelente guitarrista e que mais tarde, se tornaria parceiro de Cazuza. Rezende, porém, queria enfatizar os teclados e Cazuza e eu preferíamos encher o disco de guitarras. Foi o que fizemos, mas a discussão maior foi quanto ao arranjo de "Codinome Beija-Flor". 
Reinaldo Arias, autor da música, fez um arranjo horrendo calcado num hit da época, o também horrendo "Maniac". Eu insistia em moldura super-romântica, uma balada acústica à base apenas de piano, violinos e voz. Nico achou um absurdo e disse que aquilo não podia ser mais pobre e antigo. Respondi que todos iam ficar de quatro com aquela simplicidade moderníssima. Cazuza concordou comigo, mas tive de dar escândalo, espernear para Nico concordar.

"Codinome Beija-Flor" era uma das letras mais geniais de Cazuza, sensível ao extremo, algo de um poeta da maior categoria. 
A fim de divulgar a canção, Cazuza gravou um videoclipe da música para o programa Fantástico, da Rede Globo, veiculado no dia 15 de junho de 1986. No vídeo, dirigido por Paulo Trevisan, Cazuza contracena com a atriz e bailarina Regina Restelli.
Nos anos de 1986 e 1987, Codinome Beija-Flor esteve entre as 100 músicas mais tocadas nas rádios brasileiras, figurando na 91a. posição em 1986 e no 7o. lugar em 1987.  
Ao longo dos anos, a música continuou fazendo sucesso. Em 1991, uma regravação de Luiz Melodia fez parte da trilha sonora da novela O Dono do Mundo, de Gilberto Braga, como tema de amor dos personagens Beija-Flor (Ângelo Antonio) e Taís (Letícia Sabatella). E, em 2018, levantamento feito pelo ECAD mostrou que Codinome Beija-Flor era a composição mais regravada de Cazuza, com 72 registros, a mais tocada em rádios entre os anos de 2013 e 2018, e a segunda mais tocada em estabelecimentos com música ao vivo, como bares, restaurantes e clubes, no mesmo período de tempo. 

## Regravações de destaque
1988 - Simone, no álbum Sedução. 
1991 - Luiz Melodia, no álbum Pintando o Sete.
1992 - Ângela Maria e Cauby Peixoto, no álbum Ângela & Cauby ao Vivo.
1992 - Emílio Santiago, no álbum Viva Cazuza.
1999 - Gian e Giovanni, no álbum Gian & Giovani ao Vivo.
2002 - Wando, no álbum Wando Acústico ao Vivo.
2005 - Barão Vermelho, no álbum MTV ao Vivo Barão Vermelho.
2006 - Fábio Júnior, no álbum Minhas Canções.
2013 - Ana Cañas, no álbum Coração Inevitável.
2016 - Diogo Nogueira, no álbum Alma Brasileira.
2020 - Leila Pinheiro, Rodrigo Santos e Roberto Menescal, no álbum Faz Parte do Meu Show: Cazuza em Bossa.

## Músicos
- Cazuza: voz
- Nico Rezende: teclados
- Rogério Meanda: guitarra
- Décio Crispim: baixo elétrico
- Fernando Moraes: bateria[21]